# Лукьянов, Анатолий Иванович (Герой Социалистического Труда)
Анато́лий Ива́нович Лукья́нов (9 августа 1929, Михайловка, Дальневосточный край — март 2020, Благовещенск) — звеньевой колхоза «Амур» Архаринского района Амурской области, Герой Социалистического Труда (1966).

## Биография
Родился 9 августа 1929 года в селе Михайловка Хингано-Архаринского района Амурского округа Дальневосточного края (ныне — Архаринского района Амурской области), в семье колхозников. По национальности русский.
Окончив 4 класса сельской школы, в 1942 году трудоустроился в местный колхоз «Сталинец» в тракторную бригаду отца, прошёл курсы комбайнёров и работал по специальности до ухода в армию в 1950 году, до 1953 годы служил артиллеристом в Порт-Артуре. После демобилизации вернулся на родину к прежней работе комбайнёром и механизатором в колхозе села Новопокровка Касаткинского сельсовета. В 1954 году женился, вырастил троих детей.
Стал звеньевым механизированного звена по выращиванию сои. По итогам 7-й семилетки (1959—1965) звено победило в социалистическом соревновании среди трудовых коллективов колхоза «Амур» и Архаринского района Амурской области.
Указом Президиума Верховного Совета СССР от 30 апреля 1966 года «за успехи, достигнутые в увеличении производства и заготовок картофеля, овощей, плодов и винограда» удостоен звания Героя Социалистического Труда с вручением ордена Ленина и золотой медали «Серп и Молот».
По итогам 8-й пятилетки (1966—1970) награждён орденом «Знак Почёта». До выхода на заслуженный отдых в 1992 году трудился в родном колхозе «Амур».
Жил в селе Касаткино Архаринского района, последние годы — у внучки в Благовещенске. Скончался 1 марта 2020 года. Похоронен на кладбище в селе Касаткино.

## Признание и награды
Ордена:
- орден Ленина
- «Знак Почёта»[1];

Медали:
- золотая медаль «Серп и Молот»
- «Ветеран труда»,
- «За трудовую доблесть»[5],
- «К 100-летию В. И. Ленина»,
- «50 лет Победы»,
- «65 лет Победы»;

Знаки:
- «Победитель социалистического соревнования» (1973, 1975, 1977, 1980),
- «Ударник (9, 10, 11) пятилетки»;

Делегат ХХIII съезда КПСС (1966), III Всесоюзного съезда колхозников (1968), профсоюзных съездов в Кремле (1973, 1978), в течение 10 лет член Пленума ЦК КПСС, в течение 20 лет — депутат амурского областного Совета народных депутатов. Почётный гражданин Архаринского района (2015).